# Каннский кинофестиваль 1991
44-й Каннский кинофестиваль проходил с 9 по 20 мая 1991 года в Каннах, Франция. Из-за приезда Мадонны едва не вспыхнули уличные беспорядки. Билетов на фильм «В постели с Мадонной» было распространено больше, чем мест в зале. Был отмечен ряд протестов и столкновений с полицией.

## Жюри
- Роман Полански (Польша) (председатель)
- Ферид Богхедир (Тунис)
- Вупи Голдберг (США)
- Маргарет Менегоз (Франция)
- Наталья Негода (Россия)
- Алан Паркер (Великобритания)
- Жан-Поль Раппно (Франция)
- Ханс Диетер Сидель (Германия)
- Витторио Стораро (Италия)
- Вангелис (Греция)

## Фильмы в конкурсной программе
- Ярость в Гарлеме
- Анна Карамазофф
- Бартон Финк
- Жизнь на струне
- Бикс
- Европа
- Виновен по подозрению
- Непредвиденное убийство
- Подвешенная жизнь
- Доверенное лицо
- Лихорадка джунглей
- Очаровательная проказница
- Плоть
- Двойная жизнь Вероники
- Холодная луна
- Малина
- Прерванный шаг аиста
- Цареубийца
- Ван Гог

## Особый взгляд
- Пленник земли
- Ребята по соседству
- Пути смерти и ангелы
- Сердца тьмы: Апокалипсис кинематографиста
- Тренировки чемпиона перед гонкой
- Месть
- Женщина из порта
- Переход товарища Чкалова через Северный полюс
- Похороны картошки
- Побег из кинотеатра «Свобода»
- Друзья, товарищи
- Юмеджи
- Sango Malo
- Ta Dona
- Laada
- Lebewohl, Fremde
- L'île au trésor
- Holidays on the River Yarra
- Ishanou
- Dar kouchehay-e eshq

## Фильмы вне конкурсной программы
- В постели с Мадонной
- Жако из Нанта
- Фильм о швейцарском кинематографе
- Жизнь — дерьмо
- Книги Просперо
- Августовская рапсодия
- Тельма и Луиза

## Короткометражные фильмы
- Рваная кожа
- Казино
- Ноктюрн
- Придётся туго
- С поднятыми руками
- W.A.L.
- Ja walesa
- Les éffaceurs
- Mal de blocs